# Baía de Fundy
A baía de Fundy (em francês:  Baie de Fundy) é uma baía na costa

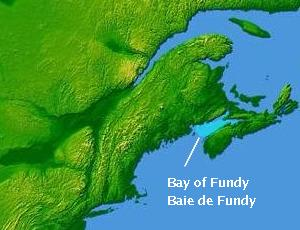
Baía de Fundy.

atlântica da América do Norte , no extremo nordeste do golfo do Maine entre as províncias canadenses de New Brunswick e Nova Escócia, com uma pequena porção de tocar o estado norte-americano do Maine . Algumas fontes acreditam que o nome "Fundy" é uma corruptela da palavra francesa fendu, que significa "divisão". Entre há cerca de 15 000 e 10 000 anos, como os glaciares recuaram a partir da última idade do gelo, parte de banco Georges e outras áreas rasas foram terra seca; fragmentos de árvores e os dentes de mamutes daquela época ainda são encontrados ocasionalmente em redes de arrasto de pesca. Um aumento do nível do mar, uma vez que então não só esses bancos submersos no mar, mas também levou ao desenvolvimento da presente regime de marés.

## Marés
A baía de Fundy é conhecida por sua alta amplitude de maré. A busca pelo domínio das marés mundo levou a uma rivalidade entre a bacia Folha na baía Ungava, sobre a qual o corpo de água reivindica as marés mais altas do mundo, com torcedores em cada região que reivindicam a registro.
O serviço hidrográfico canadense finalmente declarou que um empate estatístico, com medidas de 16,8 metros (55,1 pés) amplitude de maré na bacia Folha da baía Ungava  e 17 metros (55,8 pés) em Burntcoat Cabeça para a baía de Fundy.
A principal razão para essas grandes marés é devida à sua forma, tamanho e profundidade. A baía de Fundy e o golfo de Maine sistema têm um período natural de oscilação de cerca de 13 horas. Como resultado, suas águas respondem vigorosamente ao impulso que recebem a cada 12,4 horas das marés do Atlântico Norte - um fenômeno conhecido tecnicamente como uma resposta quase ressonante.

### Geração de Energia
Um grande desenvolvimento possível no curso superior da baía de Fundy é da energia das marés. Esquemas com uma potência igual à de várias estações de potência nuclear é tecnicamente viável, uma pequena planta piloto foi construída na bacia de Annapolis da Nova Escócia. Surpreendentemente, esses grandes sistemas podem levar a um ligeiro aumento da amplitude de maré em grande parte da baía de Fundy do golfo de Maine fora da barragem. No tanque de cabeça por trás da barragem, a operação da planta iria conduzir a uma alteração substancial no nível da maré baixa e a uma redução da amplitude das marés, e, consequentemente, das correntes, por um fator de cerca de 3. Os possíveis efeitos de tal mudança na extensão e produtividade biológica dos planos de lama, e, portanto, sobre a migração de aves marinhas, ainda não são totalmente compreendidos.
Tecnologia de marés desenvolvida mais recentemente não necessita de quaisquer barragens ou lagoas, mas turbinas de maré flutuante e turbinas que estão ancoradas no fundo do oceano. Com base no pressuposto de que 15% da energia das marés pode ser extraído sem causar impactos ambientais significativos, sete locais potenciais foram identificados na baía de Fundy para a extração de energia das marés.
Tanto a Nova Escócia como New Brunswick estão em processo de permitir a implantação de dispositivos de energia das marés em sequência. Em janeiro de 2008, Nova Escócia autorizou uma demonstração energia das marés e centro de pesquisa para o teste de dispositivos de turbinas em operação em águas das marés da bacia de Minas. A área tem um alto potencial para a geração de energia das marés com o fluxo meados de maré no canal Minas ser igual ao fluxo combinado de todos os rios e córregos da Terra.